# 18 août en sport
18 juillet 18 septembre
Chronologies thématiques
- Croisades
- Ferroviaires
- Disney

Le 18 août (230e jour de l'année ou 231e en cas d'année bissextile) en sport.

## Événements

### XIXesiècle
- 1875 :
  - (Cricket) : fondation du Somerset County Cricket Club par une équipe d'amateurs lors d'une réunion à Sidmouth, dans le Devon, immédiatement après un match contre une équipe locale.
- 1885 :
  - (Tennis /tournoi de Grand Chelem) : début de la 5e édition du Championnat national de tennis des États-Unis,

### XXesièclede1901à1950
- 1928 :
  - (Athlétisme) : à Berlin, l'Allemand Emil Hirschfeld porte le record du monde du lancer du poids à 15,87 m.

### XXesièclede1951à2000
- 1956 :
  - (Athlétisme) : à Pasadena, l'Américain William Patrick O'Brien jr. porte le record du monde du lancer du poids à 18,70 m.
- 1957 :
  - (Formule 1) : Grand Prix automobile de Pescara.
- 1974 :
  - (Formule 1) : Grand Prix automobile d'Autriche.
- 1985 :
  - (Football féminin) : l'équipe féminine de football des États-Unis joue son premier match contre celle d'Italie et le perd 1-0.
  - (Formule 1) : Grand Prix d'Autriche.
  - (Natation) : à Tokyo, l'équipe des États-Unis, composée de Pablo Morales, John Moffet, Rick Carey et Matt Biondi porte le record du monde du relais 4 × 100 m 4 nages à 3 min 38 s 28/100.
- 1991 :
  - (Jeux panaméricains) : à La Havane, clôture de la onzième édition des Jeux panaméricains.
- 1995 :
  - (Athlétisme) : Daniela Bártová porte le record du monde du saut à la perche féminin à 4,20 mètres.

### XXIesiècle
- 2001 :
  - (Football américain) : l'Allemagne remporte le championnat d'Europe en s'imposant 19-7 face à la Finlande.
- 2002 :
  - (Sport automobile /Formule 1) : Grand Prix automobile de Hongrie. Alors qu'il reste encore quatre Grand Prix à courir, Michael Schumacher est déjà assuré du gain du Championnat du monde de Formule 1 au volant d'une Ferrari.
- 2008 :
  - (Tennis) : l'Espagnol Rafael Nadal devient numéro 1 mondial à 22 ans en détrônant Roger Federer.
- 2016 :
  - (Jeux olympiques de Rio 2016) : 16e jour de compétition aux Jeux de Rio.
- 2021 :
  - (Cyclisme sur route /Tour d'Espagne) : sur la 5e étape qui se déroule entre Tarancón et Albacete, sur une distance de 184,4 km, victoire du Belge Jasper Philipsen. C'est le Français Kenny Elissonde qui prend le maillot rouge.
  - (Volley-ball /Euro féminin) : début de la 32e édition du championnat d'Europe féminin de volley-ball qui se déroule à Belgrade en Serbie, Plovdiv en Bulgarie, Zadar en Croatie et Cluj-Napoca en Roumanie  jusqu'au 4 septembre 2021.
- 2023 :
  - (Hockey sur gazon /Euro féminin) : début de la 16e édition du championnat d'Europe féminin de hockey sur gazon qui se tient en même temps que le Championnat d'Europe masculin au Hockeypark de Mönchengladbach en Allemagne[1]
- 2024 :
  - (Aviron /Mondiaux) : début de la 52e édition des championnats du monde d'aviron qui se déroulent jusqu'au 25 août 2024 à St. Catharines, en Ontario, au Canada[2]. Seules les courses non-olympiques séniors figurent à ces Mondiaux en raison des Jeux olympiques d'été de 2024.
  - (Cyclisme sur route) :
    - (Tour de France Femmes) : Sur la 8e et dernière étape du Tour de France Femmes qui se déroule entre Le Grand-Bornand et L'Alpe d'Huez, sur une distance de 150 kilomètres[3], victoire de la Néerlandaise Demi Vollering au sommet de l'Alpe d'Huez mais c'est la Polonaise Katarzyna Niewiadoma qui remporte l'édition 2024 avec 4 secondes d'avance.
    - (Tour d'Espagne) : sur la 2e étape du Tour d'Espagne qui se déroule entre Cascais et Ourém au Portugal, sur une distance de 191 km, victoire de l'Australien Kaden Groves au sprint. Le Belge Wout van Aert prend le Maillot rouge.

## Naissances

### XIXesiècle
- 1877 :
  - Jimmy Michael, cycliste sur piste britannique. Champion du monde de cyclisme sur piste du demi-fond 1895. († 21 novembre 1904).
- 1878 :
  - Dominique Lamberjack pilote de courses automobile et de moto français. († 16 juillet 1948).
- 1881 :
  - Gunnar Setterwall, joueur de tennis suédois. Médaillé de bronze du double indoor aux Jeux de Londres 1908 puis médaillé d'argent du double mixte outdoor et du double indoor puis médaillé de bronze du double mixte indoor aux Jeux de Stockholm 1912. († 26 février 1928).
- 1882 :
  - Herman Groman athlète de sprint américain. Médaillé de bronze du 400 m aux Jeux de Saint-Louis 1904. († 21 juillet 1945).
- 1883 :
  - Sidney Hatch athlète de fond américain. Médaillé d'argent du marathon aux Jeux de Saint-Louis 1904. († 17 octobre 1966).
- 1885 :
  - Tim Ahearne, athlète de sauts britannique. Champion olympique du triple saut aux Jeux de Londres 1908. († ? décembre 1968).
- 1898 :
  - Clemente Biondetti pilote de courses automobile italien. († 24 février 1955).

### XXesièclede1901à1950
- 1901 :
  - Åke Borg, nageur suédois. Médaillé de bronze du relais 4 × 200m nage libre aux Jeux de Paris 1924. († 6 juin 1973).
  - Arne Borg, nageur suédois. Médaillé d'argent du 400m et du 1 500m nage libre, de bronze du relais 4 × 200m nage libre aux Jeux de Paris 1924 puis champion olympique du 1 500m et médaillé de bronze du 400m nage libre aux Jeux d'Amsterdam 1928. Champion d'Europe de natation du 400m et du 1 500m nage libre 1926 puis du 100, 400 et 1 500m nage libre 1927. († 6 novembre 1987).
- 1929 :
  - Jimmy Davies pilote de courses automobile américain. († 11 juin 1966).
- 1931 :
  - Henry Øberg, arbitre de football norvégien. († 23 novembre 2011).
- 1933 :
  - Just Fontaine, footballeur puis entraîneur franco-marocain. (21 sélections avec l'équipe de France). Sélectionneur de l'équipe de France en 1967 puis de l'équipe du Maroc de 1979 à 1981. († 1er mars 2023).
- 1934 :
  - Roberto Clemente, joueur de baseball portoricain. († 31 décembre 1972).
  - Rafer Johnson, athlète d'épreuves combinées américain. Médaillé d'argent du décathlon aux Jeux de Melbourne 1956 puis champion olympique du décathlon aux Jeux de Rome 1960. Détenteur du Record du monde du décathlon du 11 juin 1955 au 18 mai 1958, du 28 juin 1958 au 17 mai 1959 et du 9 juillet 1960 au 24 juin 1966. († 2 décembre 2020).
  - Michael May pilote de courses automobile et ingénieur suisse.
  - Jacques Rollet, joueur de rugby à XV français. (5 sélections en équipe de France).
- 1941 :
  - Robert Woytowich, hockeyeur sur glace canadien. († 30 juillet 1988).
- 1943 :
  - Giovanni Rivera, footballeur italien. Champion d'Europe de football 1968. Vainqueur des Coupe des clubs champions 1963 et 1969, puis des Coupe d'Europe des vainqueurs de coupe 1968 et 1973. (60 sélections en équipe nationale).
  - Karin Burneleit, athlète de demi-fond est-allemande puis allemande. Championne d'Europe d'athlétisme sur 1 500 m 1971.

### XXesièclede1951à2000
- 1952 :

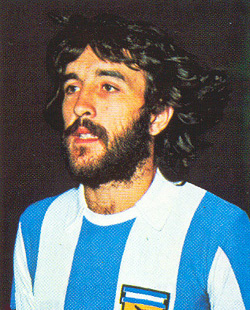
Ricardo Villa.

  - Ricardo Villa, footballeur argentin. Champion du monde de football 1978. (25 sélections en équipe nationale).
- 1954 :
  - Patrick Mesny, joueur de rugby à XV français. Vainqueur du Grand Chelem 1981 et du tournoi des cinq nations 1983. (14 sélections en équipe de France).
- 1955 :
  - Gerard Nijboer athlète de fond néerlandais. Médaillé d'argent du marathon aux Jeux de Moscou 1980.
  - Omar Sahnoun, footballeur français. (6 sélections en équipe de France). († 21 avril 1980).
- 1957 :
  - Agberto Guimarães athlète de demi-fond puis dirigeant sportif brésilien.
- 1958 :
  - Sergio Omar Almirón, footballeur argentin, Champion du monde de football 1986. (6 sélections en équipe nationale).
  - Didier Auriol, pilote de rallye français. Champion du monde des rallyes 1994. (20 victoires en rallyes).
- 1960 :
  - Mike LaValliere, joueur de baseball américain.
  - Fat Lever, basketteur américain.
- 1962 :
  - Geoff Courtnall, hockeyeur sur glace canadien.
  - Brian Martin, basketteur américain.
- 1964 :
  - Kenny Walker, basketteur américain.
- 1966 :
  - Garin Jenkins, joueur de rugby à XV entraîneur gallois. Vainqueur du Tournoi des cinq nations 1994. (58 sélections en équipe nationale).
- 1967 :
  - Uwe Alzen, pilote de courses automobile d'endurance allemand.
- 1969 :
  - Serge Baguet, cycliste sur route belge. († 9 février 2017).
  - Dale Santon, joueur de rugby à XV sud-africain. (4 sélections en équipe nationale).

- 1970 :

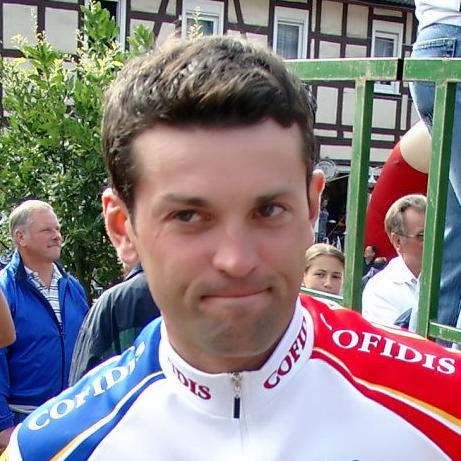
Cédric Vasseur.

  - Cédric Vasseur, cycliste sur route français.
- 1971 :
  - Patrik Andersson, footballeur suédois. Vainqueur de la Ligue des champions 2001. (96 sélections en équipe nationale).
- 1974 :
  - Duncan Hodge, joueur de rugby à XV écossais. Vainqueur du Tournoi des cinq nations 1999. (26 sélections en équipe nationale).
  - Andrej Klimovets, handballeur biélorusse puis allemand. Champion du monde de handball 2007. Vainqueur de la Coupe d'Europe des vainqueurs de coupe 2001. (112 sélection avec l'équipe de Biélorussie et 71 avec l'équipe d'Allemagne).
- 1975 :
  - Slobodan Boskan, volleyeur serbe. Champion olympique aux Jeux de Sydney 2000. Champion d'Europe de volley-ball 2001. Vainqueur de la Ligue des Champions 2005. (260 sélections en équipe nationale).
- 1976 :
  - Farid Djahnine, footballeur algérien. (2 sélections en équipe nationale).
  - Tom Malchow, nageur américain. Médaillé d'argent du 200 m papillon aux Jeux d'Atlanta 1996 puis champion olympique du 200 m papillon aux Jeux de Sydney 2000.
- 1977 :
  - Paraskevás Ántzas, footballeur grec. (26 sélections en équipe nationale).
  - Lukáš Bauer, skieur de fond tchèque. Médaillé d'argent du 15 km classique aux Jeux de Turin 2006 puis médaillé de bronze du 15 km libre et du relais 4×10km aux Jeux de Vancouver 2010.
- 1978 :
  - Carles Castillejo, athlète de fond et de demi-fond espagnol.
  - Ricardo Greer, basketteur dominicaine puis américain.
  - Jonathan Guilmette, patineur de short-track canadien. Champion olympique du relais 5 000 m et médaillé d'argent du 500 m aux Jeux de Salt Lake City 2002 puis médaillé d'argent du relais 5 000 m aux Jeux de Turin 2006. Champion du monde de patinage de vitesse sur piste courte du relais 5 000 m 2005 et 2006.
  - Sofiène Melliti, footballeur tunisien. (14 sélections en équipe nationale).
- 1980 :
  - Yannick Bertrand, skieur alpin français.
  - Esteban Cambiasso, footballeur argentin. Vainqueur de la Ligue des champions 2010. (52 sélections en équipe nationale).
  - Jeremy Shockey, joueur de foot U.S. américain.
  - Emir Spahić, footballeur bosnien. (87 sélections en équipe nationale).

- 1981 :

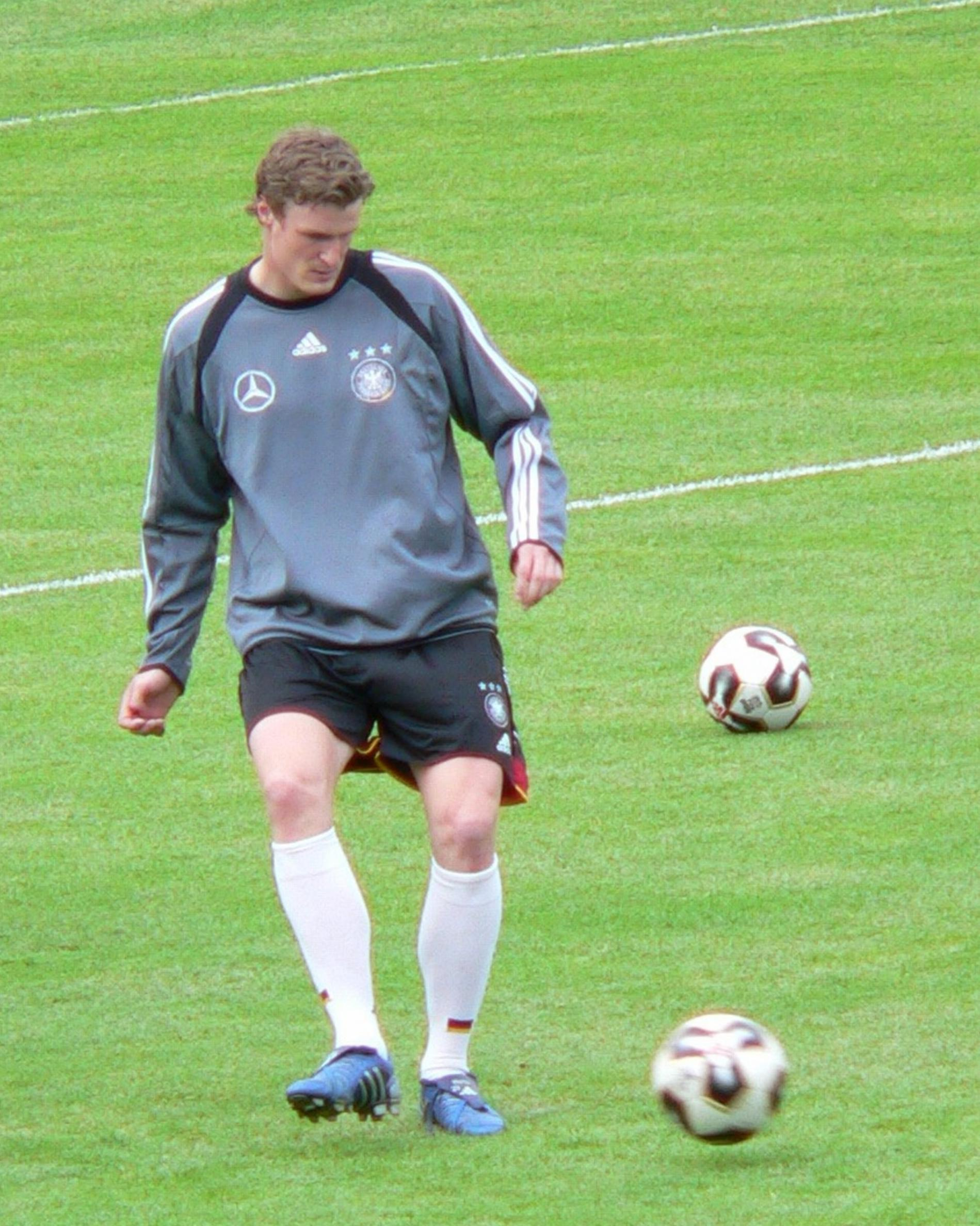
Robert Huth

  - César Delgado, footballeur argentin. Champion olympique aux Jeux d'Athènes 2004. Vainqueur des Ligue des champions 2012 et 2013. (20 sélections en équipe nationale).
  - Bobsam Elejiko, footballeur nigérian puis belge. († 13 novembre 2011).
  - Nicolas Prost, pilote de courses automobile français.
  - Memo Rojas, pilote de courses automobile mexicain.
  - Dimítris Salpingídis, footballeur grec. (82 sélections en équipe nationale).
  - Joseph Tu'ineau, joueur de rugby à XV tongien. (25 sélections en équipe nationale).
- 1983 :
  - Francesco Tabellini, entraîneur de basket-ball italien.
  - Cameron White, joueur de cricket australien. (4 sélections en test cricket).
- 1984 :
  - Robert Huth, footballeur allemand. (29 sélections en équipe nationale).
  - Pierric Poupet, basketteur français.
  - Yohann Rivière, footballeur français.
- 1985 :
  - Inge Dekker, nageuse néerlandaise. Médaillée de bronze du relais 4 × 100 m nage libre aux Jeux d'Athènes 2004 puis championne olympique du relais 4 100m nage libre aux Jeux de Pékin 2008 et médaillée d'argent du relais 4 100m nage libre aux Jeux de Londres 2012.
- 1986 :
  - Ross McCormack, footballeur écossais. (13 sélections en équipe nationale).
  - Grigor Meliksetyan, footballeur arménien. (1 sélection en équipe nationale).
  - Antonin Rouzier, volleyeur français. Champion d'Europe de volley-ball masculin 2015. (266 sélections en équipe de France).
  - Ismaël Traoré, footballeur franco-ivoirien. (2 sélections avec l'équipe de Côte d'Ivoire).
  - Graham Zusi, footballeur américain. (40 sélections en équipe nationale).
- 1987 :
  - Toby Price, pilote de rallye-raid moto australien. Vainqueur du Rallye Dakar 2016.
  - Igor Sijsling, joueur de tennis néerlandais.
- 1988 :
  - Michael Boxall, footballeur néo-zélandais. Champion d'Océanie de football 2016. (28 sélections en équipe nationale).
  - Frédéric Brun, cycliste sur route français.
  - Kévin Diaz, footballeur français.
- 1989 :
  - Willie le Roux, joueur de rugby à XV sud-africain. Champion du monde de rugby à XV 2019 et 2023. Vainqueur du The Rugby Championship 2019. (93 sélections en équipe nationale).
- 1990 :
  - Gareth Davies, joueur de rugby à XV gallois. Vainqueur des Grand Chelem 2019 et 2021. (76 sélections en équipe nationale).
- 1991 :
  - Chrislain Cairo, basketteur français.
- 1994 :
  - Tanya de Souza, footballeuse puis entraîneuse française.
  - Krists Neilands, cycliste sur route letton.
- 1995 :
  - Daniel Holzer, footballeur tchèque.
- 1997 :
  - Renato Sanches, footballeur luso-cap-verdien. Champion d'Europe de football 2016. (32 sélections avec l'équipe du Portugal).
- 1998 :
  - Julien Bos, handballeur français. (6 sélections en équipe de France).
  - Chuma Okeke, basketteur américain.
- 1999 :
  - Cassius Stanley, basketteur américain.

### XXIesiècle
- 2002 :
  - Bart Verbruggen, footballeur néerlandais.
- 2003 :
  - Youri Regeer, footballeur néerlandais.
- 2006 :
  - Summer McIntosh, nageuse canadienne. Championne olympique du 200m papillon, du 200m et 400m 4 nages puis médaillée d'argent du 400m nage libre aux Jeux de Paris 2024. Championne du monde du 200m papillon et du 400m 4 nages 2022 et 2023.

## Décès

### XXesièclede1901à1950
- 1915 :
  - Pierre Guillemin, 27 ans, joueur de rugby à XV français. (11 sélections en équipe de France). (° 13 septembre 1887).
- 1925 :
  - Gaston Cyprès, 40 ans, footballeur français. (6 sélections en équipe de France). (° 19 novembre 1884).
- 1946 :
  - Georg Åberg, 53 ans, athlète de sauts suédois. Médaillé d'argent du triple-saut et de bronze de la longueur Jeux de Stockholm 1912. (° 20 janvier 1893).

### XXesièclede1951à2000
- 1957 :
  - Nils Silfverskiöld, 69 ans, gymnaste suédois. Champion olympique du système suédois par équipes aux Jeux de Stockholm 1912. (° 3 janvier 1888).
- 1973 :
  - François Bonlieu, 36 ans, skieur alpin français. Champion olympique du géant aux Jeux d'Innsbruck 1964. (° 21 mars 1937).
  - Axel Janse, 85 ans, gymnaste suédois. Champion olympique du système suédois aux Jeux de Stockholm 1912. (° 18 mars 1888).
- 1999 :
  - Alfred Bickel, 81 ans, footballeur suisse. (71 sélections en équipe nationale). (° 12 mai 1918).